# 1907 v loďstvech
Tento článek obsahuje významné události v oblasti loďstev v roce 1907.

## Lodě vstoupivší do služby
- 1907 –  Victor Hugo – pancéřový křižník třídy Léon Gambetta

- leden –  HMS Hibernia – bitevní loď třídy King Edward VII

- 14. ledna –  Cukuba – bitevní křižník třídy Cukuba

- 31. ledna –  SMS Erzherzog Friedrich – predreadnought třídy Erzherzog Karl

- 9. března –  Minnesota – predreadnought třídy Connecticut

- 18. dubna –  Kansas – predreadnought třídy Connecticut

- 4. března –  Vermont – predreadnought třídy Connecticut

- 1. července –  Nebraska – predreadnought třídy Virginia

- 6. srpna –  SMS Pommern – predreadnought třídy Deutschland

- 11. září –  Regina Elena – bitevní loď třídy Regina Elena

- 1. října –  SMS Hannover – predreadnought třídy Deutschland

- 24. října –  SMS Scharnhorst – pancéřový křižník třídy Scharnhorst

- 21. prosince –  SMS Erzherzog Ferdinand Max – predreadnought třídy Erzherzog Karl